# Lista över primtal
Detta är en lista över primtal som ordnas ordinalt men även efter olika klasser av primtal. Ett primtal är ett naturligt tal, som är större än 1 och som inte har några andra positiva delare än 1 och talet självt. Enligt Euklides sats finns det oändligt många primtal. De första 1 000 primtalen visas i den första tabellen, följt av listor med anmärkningsvärda typer av primtal i alfabetisk ordning. Notera att 1 varken är ett primtal eller ett sammansatt tal.

## De 1 000 första primtalen
Ett primtal är ett naturligt tal som är större än 1 och som inte är en produkt av två andra mindre naturliga tal.
| Tabell över de 1 000 första primtalen (talföljd A000040 i OEIS) | Tabell över de 1 000 första primtalen (talföljd A000040 i OEIS) | Tabell över de 1 000 första primtalen (talföljd A000040 i OEIS) | Tabell över de 1 000 första primtalen (talföljd A000040 i OEIS) | Tabell över de 1 000 första primtalen (talföljd A000040 i OEIS) | Tabell över de 1 000 första primtalen (talföljd A000040 i OEIS) | Tabell över de 1 000 första primtalen (talföljd A000040 i OEIS) | Tabell över de 1 000 första primtalen (talföljd A000040 i OEIS) | Tabell över de 1 000 första primtalen (talföljd A000040 i OEIS) | Tabell över de 1 000 första primtalen (talföljd A000040 i OEIS) | Tabell över de 1 000 första primtalen (talföljd A000040 i OEIS) | Tabell över de 1 000 första primtalen (talföljd A000040 i OEIS) | Tabell över de 1 000 första primtalen (talföljd A000040 i OEIS) | Tabell över de 1 000 första primtalen (talföljd A000040 i OEIS) | Tabell över de 1 000 första primtalen (talföljd A000040 i OEIS) | Tabell över de 1 000 första primtalen (talföljd A000040 i OEIS) | Tabell över de 1 000 första primtalen (talföljd A000040 i OEIS) | Tabell över de 1 000 första primtalen (talföljd A000040 i OEIS) | Tabell över de 1 000 första primtalen (talföljd A000040 i OEIS) | Tabell över de 1 000 första primtalen (talföljd A000040 i OEIS) | Tabell över de 1 000 första primtalen (talföljd A000040 i OEIS) |
| --------------------------------------------------------------- | --------------------------------------------------------------- | --------------------------------------------------------------- | --------------------------------------------------------------- | --------------------------------------------------------------- | --------------------------------------------------------------- | --------------------------------------------------------------- | --------------------------------------------------------------- | --------------------------------------------------------------- | --------------------------------------------------------------- | --------------------------------------------------------------- | --------------------------------------------------------------- | --------------------------------------------------------------- | --------------------------------------------------------------- | --------------------------------------------------------------- | --------------------------------------------------------------- | --------------------------------------------------------------- | --------------------------------------------------------------- | --------------------------------------------------------------- | --------------------------------------------------------------- | --------------------------------------------------------------- |
| 1 – 20                                                          | 2                                                               | 3                                                               | 5                                                               | 7                                                               | 11                                                              | 13                                                              | 17                                                              | 19                                                              | 23                                                              | 29                                                              | 31                                                              | 37                                                              | 41                                                              | 43                                                              | 47                                                              | 53                                                              | 59                                                              | 61                                                              | 67                                                              | 71                                                              |
| 21 – 40                                                         | 73                                                              | 79                                                              | 83                                                              | 89                                                              | 97                                                              | 101                                                             | 103                                                             | 107                                                             | 109                                                             | 113                                                             | 127                                                             | 131                                                             | 137                                                             | 139                                                             | 149                                                             | 151                                                             | 157                                                             | 163                                                             | 167                                                             | 173                                                             |
| 41 – 60                                                         | 179                                                             | 181                                                             | 191                                                             | 193                                                             | 197                                                             | 199                                                             | 211                                                             | 223                                                             | 227                                                             | 229                                                             | 233                                                             | 239                                                             | 241                                                             | 251                                                             | 257                                                             | 263                                                             | 269                                                             | 271                                                             | 277                                                             | 281                                                             |
| 61 – 80                                                         | 283                                                             | 293                                                             | 307                                                             | 311                                                             | 313                                                             | 317                                                             | 331                                                             | 337                                                             | 347                                                             | 349                                                             | 353                                                             | 359                                                             | 367                                                             | 373                                                             | 379                                                             | 383                                                             | 389                                                             | 397                                                             | 401                                                             | 409                                                             |
| 81 – 100                                                        | 419                                                             | 421                                                             | 431                                                             | 433                                                             | 439                                                             | 443                                                             | 449                                                             | 457                                                             | 461                                                             | 463                                                             | 467                                                             | 479                                                             | 487                                                             | 491                                                             | 499                                                             | 503                                                             | 509                                                             | 521                                                             | 523                                                             | 541                                                             |
| 101 – 120                                                       | 547                                                             | 557                                                             | 563                                                             | 569                                                             | 571                                                             | 577                                                             | 587                                                             | 593                                                             | 599                                                             | 601                                                             | 607                                                             | 613                                                             | 617                                                             | 619                                                             | 631                                                             | 641                                                             | 643                                                             | 647                                                             | 653                                                             | 659                                                             |
| 121 – 140                                                       | 661                                                             | 673                                                             | 677                                                             | 683                                                             | 691                                                             | 701                                                             | 709                                                             | 719                                                             | 727                                                             | 733                                                             | 739                                                             | 743                                                             | 751                                                             | 757                                                             | 761                                                             | 769                                                             | 773                                                             | 787                                                             | 797                                                             | 809                                                             |
| 141 – 160                                                       | 811                                                             | 821                                                             | 823                                                             | 827                                                             | 829                                                             | 839                                                             | 853                                                             | 857                                                             | 859                                                             | 863                                                             | 877                                                             | 881                                                             | 883                                                             | 887                                                             | 907                                                             | 911                                                             | 919                                                             | 929                                                             | 937                                                             | 941                                                             |
| 161 – 180                                                       | 947                                                             | 953                                                             | 967                                                             | 971                                                             | 977                                                             | 983                                                             | 991                                                             | 997                                                             | 1009                                                            | 1013                                                            | 1019                                                            | 1021                                                            | 1031                                                            | 1033                                                            | 1039                                                            | 1049                                                            | 1051                                                            | 1061                                                            | 1063                                                            | 1069                                                            |
| 181 – 200                                                       | 1087                                                            | 1091                                                            | 1093                                                            | 1097                                                            | 1103                                                            | 1109                                                            | 1117                                                            | 1123                                                            | 1129                                                            | 1151                                                            | 1153                                                            | 1163                                                            | 1171                                                            | 1181                                                            | 1187                                                            | 1193                                                            | 1201                                                            | 1213                                                            | 1217                                                            | 1223                                                            |
| 201 – 220                                                       | 1229                                                            | 1231                                                            | 1237                                                            | 1249                                                            | 1259                                                            | 1277                                                            | 1279                                                            | 1283                                                            | 1289                                                            | 1291                                                            | 1297                                                            | 1301                                                            | 1303                                                            | 1307                                                            | 1319                                                            | 1321                                                            | 1327                                                            | 1361                                                            | 1367                                                            | 1373                                                            |
| 221 – 240                                                       | 1381                                                            | 1399                                                            | 1409                                                            | 1423                                                            | 1427                                                            | 1429                                                            | 1433                                                            | 1439                                                            | 1447                                                            | 1451                                                            | 1453                                                            | 1459                                                            | 1471                                                            | 1481                                                            | 1483                                                            | 1487                                                            | 1489                                                            | 1493                                                            | 1499                                                            | 1511                                                            |
| 241 – 260                                                       | 1523                                                            | 1531                                                            | 1543                                                            | 1549                                                            | 1553                                                            | 1559                                                            | 1567                                                            | 1571                                                            | 1579                                                            | 1583                                                            | 1597                                                            | 1601                                                            | 1607                                                            | 1609                                                            | 1613                                                            | 1619                                                            | 1621                                                            | 1627                                                            | 1637                                                            | 1657                                                            |
| 261 – 280                                                       | 1663                                                            | 1667                                                            | 1669                                                            | 1693                                                            | 1697                                                            | 1699                                                            | 1709                                                            | 1721                                                            | 1723                                                            | 1733                                                            | 1741                                                            | 1747                                                            | 1753                                                            | 1759                                                            | 1777                                                            | 1783                                                            | 1787                                                            | 1789                                                            | 1801                                                            | 1811                                                            |
| 281 – 300                                                       | 1823                                                            | 1831                                                            | 1847                                                            | 1861                                                            | 1867                                                            | 1871                                                            | 1873                                                            | 1877                                                            | 1879                                                            | 1889                                                            | 1901                                                            | 1907                                                            | 1913                                                            | 1931                                                            | 1933                                                            | 1949                                                            | 1951                                                            | 1973                                                            | 1979                                                            | 1987                                                            |
| 301 – 320                                                       | 1993                                                            | 1997                                                            | 1999                                                            | 2003                                                            | 2011                                                            | 2017                                                            | 2027                                                            | 2029                                                            | 2039                                                            | 2053                                                            | 2063                                                            | 2069                                                            | 2081                                                            | 2083                                                            | 2087                                                            | 2089                                                            | 2099                                                            | 2111                                                            | 2113                                                            | 2129                                                            |
| 321 – 340                                                       | 2131                                                            | 2137                                                            | 2141                                                            | 2143                                                            | 2153                                                            | 2161                                                            | 2179                                                            | 2203                                                            | 2207                                                            | 2213                                                            | 2221                                                            | 2237                                                            | 2239                                                            | 2243                                                            | 2251                                                            | 2267                                                            | 2269                                                            | 2273                                                            | 2281                                                            | 2287                                                            |
| 341 – 360                                                       | 2293                                                            | 2297                                                            | 2309                                                            | 2311                                                            | 2333                                                            | 2339                                                            | 2341                                                            | 2347                                                            | 2351                                                            | 2357                                                            | 2371                                                            | 2377                                                            | 2381                                                            | 2383                                                            | 2389                                                            | 2393                                                            | 2399                                                            | 2411                                                            | 2417                                                            | 2423                                                            |
| 361 – 380                                                       | 2437                                                            | 2441                                                            | 2447                                                            | 2459                                                            | 2467                                                            | 2473                                                            | 2477                                                            | 2503                                                            | 2521                                                            | 2531                                                            | 2539                                                            | 2543                                                            | 2549                                                            | 2551                                                            | 2557                                                            | 2579                                                            | 2591                                                            | 2593                                                            | 2609                                                            | 2617                                                            |
| 381 – 400                                                       | 2621                                                            | 2633                                                            | 2647                                                            | 2657                                                            | 2659                                                            | 2663                                                            | 2671                                                            | 2677                                                            | 2683                                                            | 2687                                                            | 2689                                                            | 2693                                                            | 2699                                                            | 2707                                                            | 2711                                                            | 2713                                                            | 2719                                                            | 2729                                                            | 2731                                                            | 2741                                                            |
| 401 – 420                                                       | 2749                                                            | 2753                                                            | 2767                                                            | 2777                                                            | 2789                                                            | 2791                                                            | 2797                                                            | 2801                                                            | 2803                                                            | 2819                                                            | 2833                                                            | 2837                                                            | 2843                                                            | 2851                                                            | 2857                                                            | 2861                                                            | 2879                                                            | 2887                                                            | 2897                                                            | 2903                                                            |
| 421 – 440                                                       | 2909                                                            | 2917                                                            | 2927                                                            | 2939                                                            | 2953                                                            | 2957                                                            | 2963                                                            | 2969                                                            | 2971                                                            | 2999                                                            | 3001                                                            | 3011                                                            | 3019                                                            | 3023                                                            | 3037                                                            | 3041                                                            | 3049                                                            | 3061                                                            | 3067                                                            | 3079                                                            |
| 441 – 460                                                       | 3083                                                            | 3089                                                            | 3109                                                            | 3119                                                            | 3121                                                            | 3137                                                            | 3163                                                            | 3167                                                            | 3169                                                            | 3181                                                            | 3187                                                            | 3191                                                            | 3203                                                            | 3209                                                            | 3217                                                            | 3221                                                            | 3229                                                            | 3251                                                            | 3253                                                            | 3257                                                            |
| 461 – 480                                                       | 3259                                                            | 3271                                                            | 3299                                                            | 3301                                                            | 3307                                                            | 3313                                                            | 3319                                                            | 3323                                                            | 3329                                                            | 3331                                                            | 3343                                                            | 3347                                                            | 3359                                                            | 3361                                                            | 3371                                                            | 3373                                                            | 3389                                                            | 3391                                                            | 3407                                                            | 3413                                                            |
| 481 – 500                                                       | 3433                                                            | 3449                                                            | 3457                                                            | 3461                                                            | 3463                                                            | 3467                                                            | 3469                                                            | 3491                                                            | 3499                                                            | 3511                                                            | 3517                                                            | 3527                                                            | 3529                                                            | 3533                                                            | 3539                                                            | 3541                                                            | 3547                                                            | 3557                                                            | 3559                                                            | 3571                                                            |
| 501 – 520                                                       | 3581                                                            | 3583                                                            | 3593                                                            | 3607                                                            | 3613                                                            | 3617                                                            | 3623                                                            | 3631                                                            | 3637                                                            | 3643                                                            | 3659                                                            | 3671                                                            | 3673                                                            | 3677                                                            | 3691                                                            | 3697                                                            | 3701                                                            | 3709                                                            | 3719                                                            | 3727                                                            |
| 521 – 540                                                       | 3733                                                            | 3739                                                            | 3761                                                            | 3767                                                            | 3769                                                            | 3779                                                            | 3793                                                            | 3797                                                            | 3803                                                            | 3821                                                            | 3823                                                            | 3833                                                            | 3847                                                            | 3851                                                            | 3853                                                            | 3863                                                            | 3877                                                            | 3881                                                            | 3889                                                            | 3907                                                            |
| 541 – 560                                                       | 3911                                                            | 3917                                                            | 3919                                                            | 3923                                                            | 3929                                                            | 3931                                                            | 3943                                                            | 3947                                                            | 3967                                                            | 3989                                                            | 4001                                                            | 4003                                                            | 4007                                                            | 4013                                                            | 4019                                                            | 4021                                                            | 4027                                                            | 4049                                                            | 4051                                                            | 4057                                                            |
| 561 – 580                                                       | 4073                                                            | 4079                                                            | 4091                                                            | 4093                                                            | 4099                                                            | 4111                                                            | 4127                                                            | 4129                                                            | 4133                                                            | 4139                                                            | 4153                                                            | 4157                                                            | 4159                                                            | 4177                                                            | 4201                                                            | 4211                                                            | 4217                                                            | 4219                                                            | 4229                                                            | 4231                                                            |
| 581 – 600                                                       | 4241                                                            | 4243                                                            | 4253                                                            | 4259                                                            | 4261                                                            | 4271                                                            | 4273                                                            | 4283                                                            | 4289                                                            | 4297                                                            | 4327                                                            | 4337                                                            | 4339                                                            | 4349                                                            | 4357                                                            | 4363                                                            | 4373                                                            | 4391                                                            | 4397                                                            | 4409                                                            |
| 601 – 620                                                       | 4421                                                            | 4423                                                            | 4441                                                            | 4447                                                            | 4451                                                            | 4457                                                            | 4463                                                            | 4481                                                            | 4483                                                            | 4493                                                            | 4507                                                            | 4513                                                            | 4517                                                            | 4519                                                            | 4523                                                            | 4547                                                            | 4549                                                            | 4561                                                            | 4567                                                            | 4583                                                            |
| 621 – 640                                                       | 4591                                                            | 4597                                                            | 4603                                                            | 4621                                                            | 4637                                                            | 4639                                                            | 4643                                                            | 4649                                                            | 4651                                                            | 4657                                                            | 4663                                                            | 4673                                                            | 4679                                                            | 4691                                                            | 4703                                                            | 4721                                                            | 4723                                                            | 4729                                                            | 4733                                                            | 4751                                                            |
| 641 – 660                                                       | 4759                                                            | 4783                                                            | 4787                                                            | 4789                                                            | 4793                                                            | 4799                                                            | 4801                                                            | 4813                                                            | 4817                                                            | 4831                                                            | 4861                                                            | 4871                                                            | 4877                                                            | 4889                                                            | 4903                                                            | 4909                                                            | 4919                                                            | 4931                                                            | 4933                                                            | 4937                                                            |
| 661 – 680                                                       | 4943                                                            | 4951                                                            | 4957                                                            | 4967                                                            | 4969                                                            | 4973                                                            | 4987                                                            | 4993                                                            | 4999                                                            | 5003                                                            | 5009                                                            | 5011                                                            | 5021                                                            | 5023                                                            | 5039                                                            | 5051                                                            | 5059                                                            | 5077                                                            | 5081                                                            | 5087                                                            |
| 681 – 700                                                       | 5099                                                            | 5101                                                            | 5107                                                            | 5113                                                            | 5119                                                            | 5147                                                            | 5153                                                            | 5167                                                            | 5171                                                            | 5179                                                            | 5189                                                            | 5197                                                            | 5209                                                            | 5227                                                            | 5231                                                            | 5233                                                            | 5237                                                            | 5261                                                            | 5273                                                            | 5279                                                            |
| 701 – 720                                                       | 5281                                                            | 5297                                                            | 5303                                                            | 5309                                                            | 5323                                                            | 5333                                                            | 5347                                                            | 5351                                                            | 5381                                                            | 5387                                                            | 5393                                                            | 5399                                                            | 5407                                                            | 5413                                                            | 5417                                                            | 5419                                                            | 5431                                                            | 5437                                                            | 5441                                                            | 5443                                                            |
| 721 – 740                                                       | 5449                                                            | 5471                                                            | 5477                                                            | 5479                                                            | 5483                                                            | 5501                                                            | 5503                                                            | 5507                                                            | 5519                                                            | 5521                                                            | 5527                                                            | 5531                                                            | 5557                                                            | 5563                                                            | 5569                                                            | 5573                                                            | 5581                                                            | 5591                                                            | 5623                                                            | 5639                                                            |
| 741 – 760                                                       | 5641                                                            | 5647                                                            | 5651                                                            | 5653                                                            | 5657                                                            | 5659                                                            | 5669                                                            | 5683                                                            | 5689                                                            | 5693                                                            | 5701                                                            | 5711                                                            | 5717                                                            | 5737                                                            | 5741                                                            | 5743                                                            | 5749                                                            | 5779                                                            | 5783                                                            | 5791                                                            |
| 761 – 780                                                       | 5801                                                            | 5807                                                            | 5813                                                            | 5821                                                            | 5827                                                            | 5839                                                            | 5843                                                            | 5849                                                            | 5851                                                            | 5857                                                            | 5861                                                            | 5867                                                            | 5869                                                            | 5879                                                            | 5881                                                            | 5897                                                            | 5903                                                            | 5923                                                            | 5927                                                            | 5939                                                            |
| 781 – 800                                                       | 5953                                                            | 5981                                                            | 5987                                                            | 6007                                                            | 6011                                                            | 6029                                                            | 6037                                                            | 6043                                                            | 6047                                                            | 6053                                                            | 6067                                                            | 6073                                                            | 6079                                                            | 6089                                                            | 6091                                                            | 6101                                                            | 6113                                                            | 6121                                                            | 6131                                                            | 6133                                                            |
| 801 – 820                                                       | 6143                                                            | 6151                                                            | 6163                                                            | 6173                                                            | 6197                                                            | 6199                                                            | 6203                                                            | 6211                                                            | 6217                                                            | 6221                                                            | 6229                                                            | 6247                                                            | 6257                                                            | 6263                                                            | 6269                                                            | 6271                                                            | 6277                                                            | 6287                                                            | 6299                                                            | 6301                                                            |
| 821 – 840                                                       | 6311                                                            | 6317                                                            | 6323                                                            | 6329                                                            | 6337                                                            | 6343                                                            | 6353                                                            | 6359                                                            | 6361                                                            | 6367                                                            | 6373                                                            | 6379                                                            | 6389                                                            | 6397                                                            | 6421                                                            | 6427                                                            | 6449                                                            | 6451                                                            | 6469                                                            | 6473                                                            |
| 841 – 860                                                       | 6481                                                            | 6491                                                            | 6521                                                            | 6529                                                            | 6547                                                            | 6551                                                            | 6553                                                            | 6563                                                            | 6569                                                            | 6571                                                            | 6577                                                            | 6581                                                            | 6599                                                            | 6607                                                            | 6619                                                            | 6637                                                            | 6653                                                            | 6659                                                            | 6661                                                            | 6673                                                            |
| 861 – 880                                                       | 6679                                                            | 6689                                                            | 6691                                                            | 6701                                                            | 6703                                                            | 6709                                                            | 6719                                                            | 6733                                                            | 6737                                                            | 6761                                                            | 6763                                                            | 6779                                                            | 6781                                                            | 6791                                                            | 6793                                                            | 6803                                                            | 6823                                                            | 6827                                                            | 6829                                                            | 6833                                                            |
| 881 – 900                                                       | 6841                                                            | 6857                                                            | 6863                                                            | 6869                                                            | 6871                                                            | 6883                                                            | 6899                                                            | 6907                                                            | 6911                                                            | 6917                                                            | 6947                                                            | 6949                                                            | 6959                                                            | 6961                                                            | 6967                                                            | 6971                                                            | 6977                                                            | 6983                                                            | 6991                                                            | 6997                                                            |
| 901 – 920                                                       | 7001                                                            | 7013                                                            | 7019                                                            | 7027                                                            | 7039                                                            | 7043                                                            | 7057                                                            | 7069                                                            | 7079                                                            | 7103                                                            | 7109                                                            | 7121                                                            | 7127                                                            | 7129                                                            | 7151                                                            | 7159                                                            | 7177                                                            | 7187                                                            | 7193                                                            | 7207                                                            |
| 921 – 940                                                       | 7211                                                            | 7213                                                            | 7219                                                            | 7229                                                            | 7237                                                            | 7243                                                            | 7247                                                            | 7253                                                            | 7283                                                            | 7297                                                            | 7307                                                            | 7309                                                            | 7321                                                            | 7331                                                            | 7333                                                            | 7349                                                            | 7351                                                            | 7369                                                            | 7393                                                            | 7411                                                            |
| 941 – 960                                                       | 7417                                                            | 7433                                                            | 7451                                                            | 7457                                                            | 7459                                                            | 7477                                                            | 7481                                                            | 7487                                                            | 7489                                                            | 7499                                                            | 7507                                                            | 7517                                                            | 7523                                                            | 7529                                                            | 7537                                                            | 7541                                                            | 7547                                                            | 7549                                                            | 7559                                                            | 7561                                                            |
| 961 – 980                                                       | 7573                                                            | 7577                                                            | 7583                                                            | 7589                                                            | 7591                                                            | 7603                                                            | 7607                                                            | 7621                                                            | 7639                                                            | 7643                                                            | 7649                                                            | 7669                                                            | 7673                                                            | 7681                                                            | 7687                                                            | 7691                                                            | 7699                                                            | 7703                                                            | 7717                                                            | 7723                                                            |
| 981 – 1 000                                                     | 7727                                                            | 7741                                                            | 7753                                                            | 7757                                                            | 7759                                                            | 7789                                                            | 7793                                                            | 7817                                                            | 7823                                                            | 7829                                                            | 7841                                                            | 7853                                                            | 7867                                                            | 7873                                                            | 7877                                                            | 7879                                                            | 7883                                                            | 7901                                                            | 7907                                                            | 7919                                                            |

Verifieringsprojektet av Goldbachs hypotes rapporterar att de har beräknat alla primtal under 4 × 1018, det vill säga 95 676 260 903 887 607 stycken. Dessa har dock inte lagrats i någon databas. Med primtalsfunktionen kan antalet primtal under ett visst värde uppskattas snabbare än vad det gör att faktiskt beräkna de med en dator. Den har använts för att beräkna att det finns 1 925 320 391 606 803 968 923 primtal under 1023. En annan beräkning fann att det finns 18 435 599 767 349 200 867 866 primtal under 1024, om Riemannhypotesen stämmer.

## Listor över primtalsklasser
Nedan listas några klasser av primtal. Se i respektive artikel för mer information om varje klass. I varje form av primtal är {\textstyle n\in \mathbb {N} _{0}} i definitionen.

### Balanserat primtal
Balanserade primtal är ett primtal på formen {\textstyle p_{n}={{p_{n-1}+p_{n+1}} \over 2}}, alltså att det aritmetiska medelvärdet av de närmaste primtalen före och efter, är lika med varandra.
| Tabell över de balanserande primtalen (talföljd A006562 i OEIS) | Tabell över de balanserande primtalen (talföljd A006562 i OEIS) | Tabell över de balanserande primtalen (talföljd A006562 i OEIS) | Tabell över de balanserande primtalen (talföljd A006562 i OEIS) | Tabell över de balanserande primtalen (talföljd A006562 i OEIS) | Tabell över de balanserande primtalen (talföljd A006562 i OEIS) | Tabell över de balanserande primtalen (talföljd A006562 i OEIS) | Tabell över de balanserande primtalen (talföljd A006562 i OEIS) | Tabell över de balanserande primtalen (talföljd A006562 i OEIS) | Tabell över de balanserande primtalen (talföljd A006562 i OEIS) | Tabell över de balanserande primtalen (talföljd A006562 i OEIS) | Tabell över de balanserande primtalen (talföljd A006562 i OEIS) | Tabell över de balanserande primtalen (talföljd A006562 i OEIS) | Tabell över de balanserande primtalen (talföljd A006562 i OEIS) | Tabell över de balanserande primtalen (talföljd A006562 i OEIS) | Tabell över de balanserande primtalen (talföljd A006562 i OEIS) | Tabell över de balanserande primtalen (talföljd A006562 i OEIS) | Tabell över de balanserande primtalen (talföljd A006562 i OEIS) | Tabell över de balanserande primtalen (talföljd A006562 i OEIS) | Tabell över de balanserande primtalen (talföljd A006562 i OEIS) | Tabell över de balanserande primtalen (talföljd A006562 i OEIS) |
| --------------------------------------------------------------- | --------------------------------------------------------------- | --------------------------------------------------------------- | --------------------------------------------------------------- | --------------------------------------------------------------- | --------------------------------------------------------------- | --------------------------------------------------------------- | --------------------------------------------------------------- | --------------------------------------------------------------- | --------------------------------------------------------------- | --------------------------------------------------------------- | --------------------------------------------------------------- | --------------------------------------------------------------- | --------------------------------------------------------------- | --------------------------------------------------------------- | --------------------------------------------------------------- | --------------------------------------------------------------- | --------------------------------------------------------------- | --------------------------------------------------------------- | --------------------------------------------------------------- | --------------------------------------------------------------- |
| 1 – 20                                                          | 5                                                               | 53                                                              | 157                                                             | 173                                                             | 211                                                             | 257                                                             | 263                                                             | 373                                                             | 563                                                             | 593                                                             | 607                                                             | 653                                                             | 733                                                             | 947                                                             | 977                                                             | 1103                                                            | 1123                                                            | 1187                                                            | 1223                                                            | 1367                                                            |
| 21 – 40                                                         | 1511                                                            | 1747                                                            | 1753                                                            | 1907                                                            | 2287                                                            | 2417                                                            | 2677                                                            | 2903                                                            | 2963                                                            | 3307                                                            | 3313                                                            | 3637                                                            | 3733                                                            | 4013                                                            | 4409                                                            | 4457                                                            | 4597                                                            | 4657                                                            | 4691                                                            | 4993                                                            |

### Carolprimtal
Ett carolprimtal är ett caroltal som även är ett primtal och är på formen {\textstyle p_{n}=(2^{n}-1)^{2}-2}.
| 1 – 14 | 7 | 47 | 223 | 3967 | 16127 | 1046527 | 16769023 | 1073676287 | 68718952447 | 274876858367 | 4398042316799 | 1125899839733759 | 18014398241046527 | 1298074214633706835075030044377087 |

### Chenprimtal
Chenprimtal är ett primtal {\textstyle p} där {\textstyle p+2} är antingen ett primtal eller ett semiprimtal.
| Tabell över chenprimtalen (talföljd A068652 i OEIS) | Tabell över chenprimtalen (talföljd A068652 i OEIS) | Tabell över chenprimtalen (talföljd A068652 i OEIS) | Tabell över chenprimtalen (talföljd A068652 i OEIS) | Tabell över chenprimtalen (talföljd A068652 i OEIS) | Tabell över chenprimtalen (talföljd A068652 i OEIS) | Tabell över chenprimtalen (talföljd A068652 i OEIS) | Tabell över chenprimtalen (talföljd A068652 i OEIS) | Tabell över chenprimtalen (talföljd A068652 i OEIS) | Tabell över chenprimtalen (talföljd A068652 i OEIS) | Tabell över chenprimtalen (talföljd A068652 i OEIS) | Tabell över chenprimtalen (talföljd A068652 i OEIS) | Tabell över chenprimtalen (talföljd A068652 i OEIS) | Tabell över chenprimtalen (talföljd A068652 i OEIS) | Tabell över chenprimtalen (talföljd A068652 i OEIS) | Tabell över chenprimtalen (talföljd A068652 i OEIS) | Tabell över chenprimtalen (talföljd A068652 i OEIS) | Tabell över chenprimtalen (talföljd A068652 i OEIS) | Tabell över chenprimtalen (talföljd A068652 i OEIS) | Tabell över chenprimtalen (talföljd A068652 i OEIS) | Tabell över chenprimtalen (talföljd A068652 i OEIS) |
| --------------------------------------------------- | --------------------------------------------------- | --------------------------------------------------- | --------------------------------------------------- | --------------------------------------------------- | --------------------------------------------------- | --------------------------------------------------- | --------------------------------------------------- | --------------------------------------------------- | --------------------------------------------------- | --------------------------------------------------- | --------------------------------------------------- | --------------------------------------------------- | --------------------------------------------------- | --------------------------------------------------- | --------------------------------------------------- | --------------------------------------------------- | --------------------------------------------------- | --------------------------------------------------- | --------------------------------------------------- | --------------------------------------------------- |
| 1 – 20                                              | 2                                                   | 3                                                   | 5                                                   | 7                                                   | 11                                                  | 13                                                  | 17                                                  | 19                                                  | 23                                                  | 29                                                  | 31                                                  | 37                                                  | 41                                                  | 47                                                  | 53                                                  | 59                                                  | 67                                                  | 71                                                  | 89                                                  | 101                                                 |
| 21 – 40                                             | 107                                                 | 109                                                 | 113                                                 | 127                                                 | 131                                                 | 137                                                 | 139                                                 | 149                                                 | 157                                                 | 167                                                 | 179                                                 | 181                                                 | 191                                                 | 197                                                 | 199                                                 | 211                                                 | 227                                                 | 233                                                 | 239                                                 | 251                                                 |
| 41 – 57                                             | 257                                                 | 263                                                 | 269                                                 | 281                                                 | 293                                                 | 307                                                 | 311                                                 | 317                                                 | 337                                                 | 347                                                 | 353                                                 | 359                                                 | 379                                                 | 389                                                 | 401                                                 | 409                                                 |                                                     |                                                     |                                                     |                                                     |

### Fermatprimtal
Ett fermatprimtal är ett fermattal som även är ett primtal på formen {\textstyle F_{n}=2^{2^{n}}+1}.
| 1 – 5 | 3 | 5 | 17 | 257 | 65537 |

I tabellen ovan anges dem enda kända fermatprimtalen. Sannolikheten för att det finns fler fermatprimtal är mindre än en av en miljard.

### Mersenneprimtal
Ett mersenneprimtal är ett mersennetal som även är ett primtal på formen {\textstyle p_{n}={2^{n}}-1}.
| 1 – 12 | 3 | 7 | 31 | 127 | 8191 | 131071 | 524287 | 2147483647 | 2305843009213693951 | 618970019642690137449562111 | 162259276829213363391578010288127 | 170141183460469231731687303715884105727 |

Det finns endast 51 stycken kända mersenneprimtal. Det största kända primtalet är ett primtal av denna form och innehåller 24 862 048 siffror.

### Mills primtal
Mills primtal är ett primtal på formen {\textstyle \lfloor \theta ^{3^{n}}\rfloor } där {\textstyle \theta } är Mills konstant. Det gäller för alla positiva heltal {\textstyle n}.
| 1 – 5 | 2 | 11 | 1361 | 2521008887 | 16022236204009818131831320183 |

### Palindromprimtal
Palindromprimtal är ett palindromtal som även är ett primtal.
| Tabell över palindromprimtalen (talföljd A002385 i OEIS) | Tabell över palindromprimtalen (talföljd A002385 i OEIS) | Tabell över palindromprimtalen (talföljd A002385 i OEIS) | Tabell över palindromprimtalen (talföljd A002385 i OEIS) | Tabell över palindromprimtalen (talföljd A002385 i OEIS) | Tabell över palindromprimtalen (talföljd A002385 i OEIS) | Tabell över palindromprimtalen (talföljd A002385 i OEIS) | Tabell över palindromprimtalen (talföljd A002385 i OEIS) | Tabell över palindromprimtalen (talföljd A002385 i OEIS) | Tabell över palindromprimtalen (talföljd A002385 i OEIS) | Tabell över palindromprimtalen (talföljd A002385 i OEIS) | Tabell över palindromprimtalen (talföljd A002385 i OEIS) | Tabell över palindromprimtalen (talföljd A002385 i OEIS) | Tabell över palindromprimtalen (talföljd A002385 i OEIS) | Tabell över palindromprimtalen (talföljd A002385 i OEIS) | Tabell över palindromprimtalen (talföljd A002385 i OEIS) | Tabell över palindromprimtalen (talföljd A002385 i OEIS) | Tabell över palindromprimtalen (talföljd A002385 i OEIS) | Tabell över palindromprimtalen (talföljd A002385 i OEIS) | Tabell över palindromprimtalen (talföljd A002385 i OEIS) | Tabell över palindromprimtalen (talföljd A002385 i OEIS) |
| -------------------------------------------------------- | -------------------------------------------------------- | -------------------------------------------------------- | -------------------------------------------------------- | -------------------------------------------------------- | -------------------------------------------------------- | -------------------------------------------------------- | -------------------------------------------------------- | -------------------------------------------------------- | -------------------------------------------------------- | -------------------------------------------------------- | -------------------------------------------------------- | -------------------------------------------------------- | -------------------------------------------------------- | -------------------------------------------------------- | -------------------------------------------------------- | -------------------------------------------------------- | -------------------------------------------------------- | -------------------------------------------------------- | -------------------------------------------------------- | -------------------------------------------------------- |
| 1 – 20                                                   | 2                                                        | 3                                                        | 5                                                        | 7                                                        | 11                                                       | 101                                                      | 131                                                      | 151                                                      | 181                                                      | 191                                                      | 313                                                      | 353                                                      | 373                                                      | 383                                                      | 727                                                      | 757                                                      | 787                                                      | 797                                                      | 919                                                      | 929                                                      |
| 21 – 40                                                  | 10301                                                    | 10501                                                    | 10601                                                    | 11311                                                    | 11411                                                    | 12421                                                    | 12721                                                    | 12821                                                    | 13331                                                    | 13831                                                    | 13931                                                    | 14341                                                    | 14741                                                    | 15451                                                    | 15551                                                    | 16061                                                    | 16361                                                    | 16561                                                    | 16661                                                    | 17471                                                    |